# Cay Rademacher
Cay Rademacher (* 1965 in Flensburg) ist ein deutscher Journalist und Schriftsteller. Er schreibt Kriminalromane und Sachbücher zu historischen Themen.

## Leben
Cay Rademacher studierte Anglo-amerikanische Geschichte, Alte Geschichte und Philosophie in Köln und Washington, D.C. Als freier Journalist schrieb er für GEO, Merian, mare, Die Zeit und das SZ-Magazin. Seit 1999 ist er fester Redakteur bei GEO. Er baute die Zeitschrift GEO Epoche mit auf und ist deren geschäftsführender Redakteur.
Daneben schreibt Rademacher historische Sachbücher und Romane. Seine Themen reichen von der Zeit des Pharaohs Merenptah, dem historischen Jesus von Nazaret, den Essenern, dem ersten Kreuzzug, Paris im 14. Jahrhundert bis zur letzten Fahrt des LZ 127 Graf Zeppelin, der Versenkung der Athenia, dem Hamburger Trümmermörder und dem Untergang der Estonia. Er verfasste auch Reiseführer über Rom, Köln, Washington, D.C., die Provence und Frankreich.
Rademacher lebte und arbeitete in Hamburg, dem Handlungsort der Trilogie um den Oberinspektor Frank Stave, die in der Nachkriegszeit nach dem Zweiten Weltkrieg spielt (Der Trümmermörder, Der Schieber, Der Fälscher). 2013 zog er mit seiner Familie in die Nähe von Salon-de-Provence in eine alte Ölmühle. In der Provence spielt auch sein neuer Romanheld, der französische Gendarm Capitaine Roger Blanc.
Im Juni 2022 gehörte er zu den Gründungsmitgliedern der Schriftstellervereinigung PEN Berlin.

## Werke (Auswahl)

### Romane
- 1996: Mord im Praetorium. Historischer Kriminalroman aus dem römischen Köln, Sisyphos, ISBN 3-928637-16-9.
  - überarbeitete Neuausgabe 2015: Mord im Praetorium. Historischer Köln-Krimi cmz-Verlag Rheinbach, ISBN 978-3-87062-168-1.
- 1998: Das Luftschiff. Nymphenburger, ISBN 3-485-00783-8.
- 1999: Geheimsache Estonia. Nymphenburger, ISBN 3-485-00822-2.
- 2001: Mord im Tal der Könige. Nymphenburger, ISBN 3-485-00869-9.
- 2003: Das Geheimnis der Essener. Ein Kriminalroman aus dem antiken Rom, Nymphenburger, ISBN 3-485-00959-8 (als Taschenbuch unter dem Titel Mord im Circus Maximus).
- 2007: In nomine mortis. Historischer Kriminalroman, Nymphenburger, ISBN 978-3-485-01099-3.
- 2011: Der Trümmermörder, DuMont Verlag Köln, ISBN 978-3-8321-6154-5.
- 2012: Der Schieber, DuMont Verlag Köln, ISBN 978-3-8321-9687-5.
- 2013: Der Fälscher, DuMont Verlag Köln, ISBN 978-3-8321-9695-0.
- 2019: Ein letzter Sommer in Méjean. Kriminalroman, DuMont Verlag Köln, ISBN 978-3-8321-8371-4.
- 2022: Die Passage nach Maskat. Kriminalroman, DuMont Verlag Köln, ISBN 978-3-8321-8197-0.
- 2025: Nacht der Ruinen. Kriminalroman, DuMont Verlag Köln, ISBN 978-3-7558-0034-7.

### Provence-Krimis mit Capitaine Roger Blanc
- 2014: Mörderischer Mistral, DuMont Verlag Köln, ISBN 978-3-8321-9756-8.
- 2015: Tödliche Camargue, DuMont Verlag Köln, ISBN 978-3-8321-9785-8.
- 2016: Brennender Midi, DuMont Verlag Köln, ISBN 978-3-8321-9819-0.
- 2017: Gefährliche Côte Bleue, DuMont Verlag Köln, ISBN 978-3-8321-9828-2.
- 2018: Dunkles Arles, DuMont Verlag Köln, ISBN 978-3-8321-9875-6.
- 2019: Verhängnisvolles Calès, DuMont Verlag Köln, ISBN 978-3-8321-8366-0.
- 2020: Verlorenes Vernègues, DuMont Verlag Köln, ISBN 978-3-8321-8121-5.
- 2021: Schweigendes Les Baux, DuMont Verlag Köln, ISBN 978-3-8321-8128-4.
- 2022: Geheimnisvolle Garrigue, DuMont Verlag Köln, ISBN 978-3-8321-8186-4.
- 2023: Stille Sainte-Victoire, DuMont Verlag Köln, ISBN 978-3-8321-8187-1.
- 2024: Unheilvolles Lançon, DuMont Verlag Köln, ISBN 978-3-8321-6821-6.
- 2025: Rätselhaftes Saint-Rémy, DuMont Verlag Köln, ISBN 978-3-8321-6822-3.

### Provence-Krimis ohne Capitaine Roger Blanc
- 2020: Stille Nacht in der Provence, DuMont Verlag Köln, ISBN 978-3-8321-7036-3.

### Sachbücher
- 2005: Wer war Jesus? Der Mensch und der Mythos. Ellert und Richter, ISBN 3-8319-0197-X (später unter dem Titel: Jesus und seine Welt. Eine historische Spurensuche).
- 2009: Drei Tage im September. Die letzte Fahrt der Athenia 1939. Mare, ISBN 978-3-86648-099-5.
- 2012: Blutige Pilgerfahrt. Der erste Kreuzzug ins Heilige Land. Piper, ISBN 978-3-492-05433-1.
- 2025: Oil City,  in: Mare, Nummer 171, August 2025, S. 108–117

### Herausgeber
- 2007: Die Geschichte der Juden in Deutschland. Ellert & Richter, ISBN 978-3-8319-0264-4 (mit Arno Herzig).